# Elecciones presidenciales de Venezuela de 1941
Las elecciones presidenciales de Venezuela de 1941 fueron celebradas el lunes 28 de abril de 1941 para escoger al nuevo Presidente de los Estados Unidos de Venezuela para el periodo constitucional 1941- 1946, debiendo suceder al mandatario saliente Eleazar López Contreras, quien ya había cumplido el quinquenio completo el pasado 19 de abril, tal y como estipulaba el artículo 96 de la constitución de 1936. 
Fueron las últimas elecciones presidenciales indirectas en la historia del país, debido a que la elección le correspondía al Congreso de los Estados Unidos de Venezuela como si fuese un colegio electoral, siendo el sistema vigente de la época  desde 1901 con la constitución de aquel año producto de la revolución liberal restauradora. No fue hasta las elecciones de 1947 que se realizaron bajo el sufragio universal, directo y secreto y bajo una serie de nuevas garantías políticas y civiles.

## Contexto histórico

### Antecedentes
El Presidente de Venezuela, General Eleazar López Contreras (1935-1941), logró importantes avances en materias de modernización y apertura política y social, puesto que autorizó la libertad de expresión, permitió la existencia de los primeros partidos políticos y sindicatos, reconoció el derecho a huelga, promulgó una ley de trabajo más moderna e instituyó el Seguro Social Obligatorio. De este modo, era pertinente celebrar nuevas elecciones presidenciales en Venezuela tras la aprobación de una nueva Constitución para los Estados Unidos de Venezuela, que reducía el mandato presidencial de 7 años (como estipulaba la Constitución anterior) a 5 años, por lo tanto, el período constitucional de López Contreras quedaba reducido de 1936-1943 a 1936-1941, expirando el 19 de abril al inaugurar el nuevo Congreso de la Unión.
Esta popularidad del gobierno de turno favoreció la preferencia de la sociedad política por las candidaturas del oficialismo, considerando que darían continuidad a la estabilidad política y al crecimiento económico nacional; siendo los más preferidos Isaías Medina Angarita, Diógenes Escalante, Luis Gerónimo Pietri y Rómulo Gallegos, todos ellos ministros durante la gestión de López Contreras y postulados por sus simpatizantes congresistas, a pesar de que Gallegos clandestinamente pertenecía al movimiento opositor Acción Democrática.

### Sistema electoral
El Congreso de los Estados Unidos de Venezuela, como depositario de la soberanía nacional, era el único organismo encargado de proceder la votación para elegir, fuera de su seno, al presidente de la Unión.
Para hacer la elección, primeramente se realizaban las elecciones parlamentarias, las cuales renovaban el Congreso por mitades cada dos años. Cada asamblea legislativa estadal elegía dos senadores propietarios y suplentes para representar a su Estado, mientras que los concejales de cada distrito se reunían en la capital estadal para elegir a los diputados de su Estado, debiendo ser uno más otro por cada 35 mil habitantes, todos ellos para un periodo de cuatro años. Posteriormente a esta elección, las cuales se realizaban entre los meses de enero y marzo en cada Estado, se reunirían en la ciudad de caracas el día 19 de abril para inaugurar las sesiones del Congreso de la Unión, el cual dentro de los quince días siguientes deberían votar la elección del nuevo presidente, anunciado dicha fecha con cinco días de anterioridad.
El mandato presidencial caducaba el 19 de abril de cada quinquenio, y no entregaría el mando hasta una semana después de haberse efectuado la elección presidencial. Los candidatos debían ser nominados por los miembros del congreso, con el apoyo de al menos 10 congresistas, de acuerdo al reglamento, y debían ser inscritos ante la mesa directiva. Los requisitos para postularse como candidato eran:
- ser venezolano por nacimiento;
- mayor de 30 años;
- de estado seglar y en posesión de todos sus derechos civiles y políticos.

Se proclamaba presidente quien lograba reunir la mayoría simple de votos con la participación de al menos los 2/3 de la legislatura vigente reunida en sesión extraordinaria en una sola vuelta. Este era considerado un método de elección indirecta o de segundo grado, el cual estuvo vigente desde 1901 hasta la promulgación de la constitución de 1946.

## Candidatos
- Diógenes Escalante, quien fue doctor en ciencias políticas, se desempeñó como diplomático en Londres, además de Secretario General de la Presidencia de Venezuela y Ministro de Relaciones Interiores.
- Isaías Medina Angarita, postulado por los Partidarios de las Políticas del Gobierno, fue militar y político, llegando a desempeñar la cartera de Ministro de Guerra y Marina durante la presidencia de Eleazar López Contreras.
- José Benito de la Consolación Izquierdo Esteva, médico cirujano, quien fue profesor titular de la Cátedra de Anatomía, Fundador y Director del Instituto Anatómico de la Universidad Central de Venezuela.
- Luis Gerónimo Pietri, quien fue abogado, diplomático y político, se desempeñó como Ministro de Trabajo y Comunicaciones y Ministro de Relaciones Interiores en la presidencia de Eleazar López Contreras.
- Rómulo Gallegos, postulado por Acción Democrática, fue un destacado novelista, que ya se había desempeñado como Ministro de Instrucción Pública con Eleazar López Contreras como Presidente.

## Resultados
|  | 87.59 % |

|  | 9.49 % |

|  | 1.46 % |

|  | 0.73 % |

|  | 0.73 % |

|  | 100.00 % |

|  | 0.00 % |

|  | 100.00 % |

|  | 100.0 % |

|  | 0.0 % |

|  | 100.00 % |